# Jeenathan Williams
Jeenathan «Nate» Williams Jr. (Rochester, Nueva York, 12 de febrero de 1999) es un baloncestista estadounidense que pertenece a la plantilla de los Houston Rockets de la NBA, con un contrato dual que le permite jugar en su filial de la G League, los Rio Grande Valley Vipers. Con 1,96 metros de estatura, juega en la posición de escolta.

## Trayectoria deportiva

### Universidad
Jugó cuatro temporadas con los Buffalo de la Universidad de Búfalo, en las que promedió 12,1 puntos, 4,3 rebotes y 1,6 asistencias por partido. Tras haber sido incluido en su temporada júnior en el segundo mejor quinteto de la Mid-American Conference, en su último año lo fue en el mejor equipo.

#### Estadísticas
| Año     | Equipo  | PJ  | PT | MPP  | %TC  | %3P  | %TL  | RPP | APP | ROB | TPP | PPP  |
| ------- | ------- | --- | -- | ---- | ---- | ---- | ---- | --- | --- | --- | --- | ---- |
| 2018–19 | Buffalo | 36  | 0  | 9.1  | .358 | .106 | .611 | 1.7 | .2  | .2  | .2  | 3.2  |
| 2019–20 | Buffalo | 32  | 31 | 25.7 | .455 | .318 | .708 | 4.7 | 1.2 | .8  | .7  | 11.6 |
| 2020–21 | Buffalo | 25  | 24 | 30.8 | .486 | .386 | .708 | 6.8 | 2.4 | 1.1 | .4  | 17.6 |
| 2021–22 | Buffalo | 29  | 29 | 32.6 | .490 | .451 | .690 | 5.0 | 2.9 | 1.4 | .8  | 19.1 |
| Total   | Total   | 122 | 84 | 23.5 | .467 | .355 | .688 | 4.3 | 1.6 | .8  | .5  | 12.1 |

### Profesional
Tras no ser elegido en el Draft de la NBA de 2022, disputó las ligas de verano de la NBA con los Utah Jazz, con los que firmó contrato el 10 de octubre, pero fue despedido al día siguiente. El 19 del mismo mes firmó con los Salt Lake City Stars de la NBA G League. Allí, en 32 partidos de temporada regular, promedió 14,4 puntos y 4,6 rebotes por partido.
El 1 de abril de 2023 firmó con los Portland Trail Blazers. Hizo su debut al día siguiente, anotando 7 puntos ante Minnesota Timberwolves, y disputó cinco encuentros hasta final de temporada. El 28 de julio es cortado por los Blazers.
El 1 de agosto de 2023 firma con Houston Rockets, y el 23 de octubre los Rockets convierten su contrato en uno dual.

## Estadísticas de su carrera en la NBA

### Temporada regular
| Año     | Equipo   | PJ | PT | MPP  | %TC  | %3P  | %TL  | RPP | APP | ROB | TPP | PPP  |
| ------- | -------- | -- | -- | ---- | ---- | ---- | ---- | --- | --- | --- | --- | ---- |
| 2022-23 | Portland | 5  | 4  | 25.4 | .615 | .375 | .667 | 3.0 | 2.0 | .6  | .4  | 10.6 |
| 2023-24 | Houston  | 22 | 0  | 5.9  | .540 | .400 | .538 | 1.0 | .3  | .2  | .0  | 2.9  |
| 2024-25 | Houston  | 20 | 0  | 7.4  | .435 | .231 | .625 | .7  | .5  | .4  | .2  | 3.3  |
| Total   | Total    | 47 | 4  | 8.5  | .514 | .270 | .583 | 1.0 | .5  | .3  | .2  | 3.8  |